# 马成效
马成效（1964年6月—）回族，青海民和人，中国人民解放军少将。

## 生平
1984年7月，马成效离开母校青海民族学院参加中国人民解放军。在兰州军区历任排长、连长。曾参加对越自卫反击战。后来升任兰州军区司令部作战部参谋、副处长、处长，兰州军区司令部作战部副部长。郭伯雄1997年到1999年任兰州军区司令员期间，马成效被郭伯雄自兰州军区司令部作战部参谋提拔为兰州军区司令部作战部副部长，成为郭伯雄的大秘。2006年，马成效出任陆军第二十一集团军某师师长。2008年短暂担任陆军第四十七集团军参谋长三个月，同年交流到南京军区任陆军第十二集团军参谋长。2010年晋升少将军衔。2011年调任陆军第三十一集团军军长，成为正军级。2015年初，平调担任南京军区副参谋长。2016年1月，任南京军区善后办副主任。